# Kanton Montpon-Ménestérol
Kanton Montpon-Ménestérol (francouzsky Canton de Montpon-Ménestérol) je francouzský kanton v departementu Dordogne v regionu Akvitánie. Tvoří ho osm obcí.

## Obce kantonu
- Échourgnac
- Eygurande-et-Gardedeuil
- Ménesplet
- Montpon-Ménestérol
- Le Pizou
- Saint-Barthélemy-de-Bellegarde
- Saint-Martial-d'Artenset
- Saint-Sauveur-Lalande